# Giải Bartolozzi
Giải Bartolozzi là một trong 3 giải của Hội liên hiệp Toán học Ý, được trao mỗi 2 năm cho một nhà toán học Ý trẻ, dưới 34 tuổi, có đóng góp xuất sắc trong lãnh vực toán học .
Giải được đặt theo tên của nhà toán học Ý Giuseppe Bartolozzi.

## Các người đoạt giải
- 1969 Giuseppe Da Prato
- 1971 Giorgio Talenti
- 1973 Sergio Spagnolo
- 1975 Maurizio Cornalba
- 1977 Rosario Strano
- 1979 Mariano Giaquinta
- 1981 Angelo Marcello Anile
- 1983 Fabrizio Catanese
- 1985 Daniele Struppa
- 1987 Alessandra Lunardi
- 1989 Marco Abate
- 1991 Luigi Ambrosio
- 1993 Stefano Demichelis
- 1995 Francesco Amoroso
- 1997 Lucia Caporaso
- 1999 Marco Manetti
- 2001 Giovanni Leoni
- 2003 Carlo Maria Mantegazza
- 2005 Giuseppe Mingione
- 2007 Annalisa Buffa
- 2009 Valentino Tosatti (Đại học Columbia)
- 2011 Không trao giải